# Улица Гайдара (Салават)
Улица Гайдара — улица в городе Салавате. Расположена в 111-м квартале, в западной части города.

## История
Застройка улицы началась в 1950 году.   Улица застроена частными 1-2 этажными частными  домами.

## Трасса
Улица Гайдара начинается от улицы Трудовой переулок и заканчивается на улице Садовой.

## Транспорт
По улице Гайдара общественный транспорт не ходит.